# Orquestra Jazz de Matosinhos
A Orquestra Jazz de Matosinhos nasceu em 1999 depois de dois anos em palco sob o nome de Héritage Big Band. Criada por Pedro Guedes, esta big band deu origem a uma associação sem fins lucrativos que promove a criação, a investigação, a divulgação e a formação na área do Jazz. Cruzando ambição internacional com sentido de responsabilidade local, a Orquestra Jazz de Matosinhos tem investido de forma continuada no desenvolvimento de projectos artísticos diversificados, de projectos formativos coerentes e na edição discográfica de jazz português sendo pioneira num território largamente inexplorado.

## De Héritage Big Band a Orquestra Jazz de Matosinhos
A falta de tradição jazzística em Portugal não inibiu Pedro Guedes na hora de criar uma big band no início de 1997. Em conversa com o arquitecto João Vilhena, dono do Héritage Café, o pianista assumiu uma residência quinzenal e assim nasceu a Héritage Big Band. Composta por 12 músicos, rapidamente conquistou as atenções dos críticos e dos seguidores de Jazz.
Cerca de dois anos depois, e já com 17 músicos - entre eles o pianista Carlos Azevedo que viria a partilhar a direcção musical com Pedro Guedes -, a Héritage Big Band tornou-se a primeira orquestra municipal de jazz do país. A estreia com o nome de Orquestra Jazz de Matosinhos aconteceu no dia 27 de Novembro de 1998, na abertura da FNAC do Almada Forum, em Matosinhos.
“Não existia nenhuma formação especifica na área do jazz, nem o hábito de trabalhar em grupo grandes. A evolução foi enorme, quer ao nível dos músicos, tomados individualmente, quer como grupo, e hoje somos, de facto, uma orquestra”, afirmou Pedro Guedes ao jornal Público em 1998.

## Orquestra Jazz de Matosinhos
Constituída a 15 de Dezembro de 1999, com o apoio da Câmara Municipal de Matosinhos, a Associação Orquestra Jazz de Matosinhos é uma instituição sem fins lucrativos que cumpre o papel de uma Orquestra Nacional de Jazz.  
Dirigida por Pedro Guedes e Carlos Azevedo, tem colaborado com nomes tão diversos como Maria Schneider, Carla Bley, Lee Konitz, John Hollenbeck, Jim McNeely, Kurt Rosenwinkel, João Paulo Esteves da Silva, Carlos Bica, Ingrid Jensen, Bob Berg, Conrad Herwig, Mark Turner, Rich Perry, Steve Swallow, Gary Valente, Dieter Glawischnig, Stephan Ashbury, Chris Cheek, Ohad Talmor, Joshua Redman, Andy Sheppard, Dee Dee Bridgewater, Maria Rita, Maria João, Mayra Andrade e Manuela Azevedo entre muitos outros.
A OJM tem actuado regularmente nas principais salas do país e também em Barcelona, Bruxelas, Milão, Nova Iorque, Boston e Marselha. Foi a primeira formação portuguesa de jazz a participar num festival norte-americano (JVC Jazz Festival, Carnegie Hall, em 2007), participou no Beantown Jazz Festival de Boston e realizou temporadas nos clubes nova-iorquinos Birdland, Jazz Standard, Jazz Gallery e Iridium. 
A discografia da OJM começou a ver a luz do dia em 2006 e é o reflexo de algumas das suas colaborações mais sólidas. Depois de “Orquestra Jazz de Matosinhos Invites: Chris Cheek” (Fresh Sound New Talent), surgiu “Portology” (Omnitone), com Lee Konitz - Ohad Talmor Big Band como compositor e solista principal. Da colaboração com o guitarrista Kurt Rosenwinkel resultou a gravação de “Our Secret World” (WomMusic), lançado em 2010 nos EUA e em Portugal. Um ano depois foi editado o álbum com a cantora Maria João, “Amoras e Framboesas” (Universal Music). Em 2013 surgiu “Bela Senão Sem” (TOAP), com arranjos originais sobre a música do pianista João Paulo Esteves da Silva. Em 2014 foi editado o álbum “Jazz Composers Forum: today’s european-american big band writing” (TOAP), trabalho que resultou da gravação de oito encomendas feitas a oito compositoresamericanos e europeus –  Steven Bernstein, Darcy James Argue, Guillermo Klein, Ohad Talmor, Pierre Bertrand, Frank Vaganée, Julien Argüelles e Florian Ross – para o ciclo de concertos com o mesmo nome que teve lugar no Cine-Teatro Constantine Nery.
A orquestra desenvolve igualmente, desde 2010, um projecto destinado à criação de um centro de alto rendimento artístico (CARA) em Matosinhos, promovendo o diálogo entre arte, ciência e tecnologia, designadamente através de projetos multidisciplinares que visem a investigação e desenvolvimento de soluções para a criação, fruição e disseminação de conteúdos criativos.
Com o intuito de se tornar numa orquestra ibérica, a OJM estreou-se em 2014 no Voll-Damm Festival Internacional de Barcelona, tendo como convidado o guitarrista Kurt Rosenwinkel. Em 2015, o convidado da orquestra no festival catalão foi o saxofonista Mark Turner, e em 2016 Fred Hersch.
Ainda em 2016, a OJM voltou a Nova Iorque para uma temporada de seis dias, 12 concertos, no Blue Note onde apresentou “Our Secret World”, com Kurt Rosenwinkel. O ano ficou marcado pela estreia na mítica Konzerthaus de Viena, na Áustria, ao lado do guitarrista Kurt Rosenwinkel; e no Festival de Jazz de Belgrado, com o pianista João Paulo Esteves da Silva. 
A 30 de Janeiro a Orquestra Jazz de Matosinhos comemora 20 anos. Foi a 30 de Janeiro de 1997 que a então Héritage Big Band deu o seu primeiro concerto no Héritage Café, em Matosinhos.

## Serviço educativo
Ao longo dos anos, a Orquestra Jazz de Matosinhos conquistou o reconhecimento internacional sem nunca esquecer o seu meio envolvente. Disponível para parcerias com nomes consagrados mas também com artistas emergentes, a OJM tem feito um trabalho notável e, ano após ano, é grande a vontade de fazer mais.
Com base em Matosinhos, a orquestra desenvolveu um projecto em parceria com as escolas do concelho a que deu o nome de “Grande Pesca Sonora”. Com o intuito de dar a conhecer aos alunos e à população um pouco mais do mundo em que se move, a OJM propôs-se a partilhar ferramentas e modos de trabalho na construção de um concerto com um tema distinto a cada edição. 
Depois de uma primeira edição experimental em 2014, em 2015 a equipa da OJM, coordenada por João Pedro Brandão, esteve cinco meses com 50 alunos do 7º ao 12º anos da Escola Secundário Augusto Gomes a preparar o espectáculo "Padrões e Pregões", onde se cruzaram os padrões ("riffs") tradicionais da escrita para Big Band de Jazz com os padrões existentes característicos da cidade de Matosinhos. Estes padrões foram recolhidos e re-interpretados pelos alunos e monitores numa abordagem interdisciplinar e apresentados ao vivo num concerto que contou com a participação da OJM. 
Em 2016, o tema foi “Missão ao Fundo do Mar”: a inspiração partiu da obra musical “Sinfonia”, de Luciano Bério, pelo uso mesclado de temas e citações de vários compositores, bem como do livro “20000 Léguas Submarinas”, cuja riqueza visual e literária nos permite mergulhar no imaginário de Júlio Verne. Resultado de sete meses de trabalho com alunos da Escola Secundária Augusto Gomes, do Jardim Escola João de Deus, da Escola Secundária Gonçalves Zarco, e com elementos da Associação de Pescadores Aposentados de Matosinhos, este espectáculo deu voz a cerca de 60 pessoas com idades compreendidas entre os 7 e os 70 anos. Comunidades escolares e associações do concelho partilham assim com a Orquestra de Jazz de Matosinhos uma experiência de criação e performance que pretende abrir janelas para que todos possam criar novos laços com a Arte, em particular com a Música. 
Para 2017, o ponto de partida para mais um Grande Pesca Sonora é "Música com plantas, plantas com Música”. 
Aprendi que o jazz não é só um estilo de música clássica - Jornal de Notícias
Projecto "Jazz na escola" nasceu há cinco meses - RTP 

## Discografia
- 2005 OJM #0 (edição de autor)
- 2006 “Orquestra Jazz de Matosinhos Invites: Chris Cheek” (Fresh Sound New Talent)
- 2007 “Portology” com Lee Konitz - Ohad Talmor Big Band (Omnitone)
- 2010 "Our Secret World" com Kurt Rosenwinkel (WomMusic)
- 2011 "Amoras e Framboesas" com Maria João (Universal Music)
- 2013 "Bela Senão Sem" com João Paulo Esteves da Silva (TOAP)
- 2014 "jazz composers forum: today's european-american big band writing" (TOAP)

## Músicos
- Direcção musical, Piano: Pedro Guedes, Carlos Azevedo.
- Madeiras: José Luís Rego, João Guimarães, João Pedro Brandão, Mário Santos, José Pedro Coelho, Rui Teixeira.
- Trompete: Gileno Santana, Javier Pereiro, Ricardo Formoso, Rogério Ribeiro, Susana Santos Silva.
- Trombone: Daniel Dias, Álvaro Pinto, Paulo Perfeito, Andreia Santos, Gonçalo Dias.
- Secção Rítmica: Demian Cabaud, Marcos Cavaleiro.